# Labrosyne longipes
Labrosyne longipes är en insektsart som beskrevs av Maa 1963. Labrosyne longipes ingår i släktet Labrosyne och familjen Machaerotidae. Inga underarter finns listade i Catalogue of Life.